# (35910) 1999 JZ93
1999 JZ93 (asteroide 35910) é um asteroide da cintura principal. Possui uma excentricidade de 0.08686550 e uma inclinação de 6.52708º.
Este asteroide foi descoberto no dia 12 de maio de 1999 por LINEAR em Socorro.